# Inomhusklimat
Begreppet inomhusklimat täcker in flera faktorer som påverkar förhållandena inomhus. För utrymmen där människor vistas kan dessa delas in i fysiska och mänskliga faktorer. 
De viktigaste fysiska miljöfaktorerna är:
- Värme
- Luft
- Ljus
- Ljud

För att uppnå ett behagligt inomhusklimat måste temperaturen inomhus upplevas som precis lagom, det skall inte vara för kallt men inte heller för varmt. I praktiken innebär detta en temperatur mellan 20 och 24 °C. Luften måste upplevas som frisk och ren, det vill säga att den skall vara så fri från föroreningar som möjligt och inte störa luktsinnet.  Minimum 0,35 liter/s per m2 uppvärmd yta eller 10-15 liter/person. Mer om radonkoncentrationen överstiger 200 Bq/m2. Ljusmängden skall upplevas som tillräcklig, utan att blända eller flimra. Ljudmiljön skall också upplevas som behaglig, fri från buller och andra störande ljud. I praktiken innebär detta minimum ljudklass C i bostäder och lokaler.
De mänskliga faktorerna är:
- Psykologiska
- Beteendestyrda

Om en person är nöjd med sitt arbete är hon mindre känslig för avvikelser i de fysiska faktorerna på arbetsplatsen som att det är för kallt eller otillräckligt med ljus. Detta är ett exempel på betydelsen hos psykologiska faktorer. En person som är van att ha shorts och t-shirt hemma men byxor och tröja annars, kan uppleva att det är för varmt hos grannen; trots att temperaturen hos grannen är samma som hemma. Detta är ett exempel på den beteendestyrda faktorn.

## Fotnoter
1. ↑  ”"Boverkets byggregler, 6:251 Ventilationsflöde"”. Arkiverad från originalet den 4 mars 2016. https://web.archive.org/web/20160304192442/http://www.boverket.se/globalassets/vagledningar/kunskapsbanken/bbr/bbr-21/avsnitt-6-bfs-2011-6-tom-2014-3.pdf. Läst 6 december 2015.
2. ↑  "Bullerskydd i bostäder och lokaler, Boverket, 2008" Arkiverad 25 december 2010 hämtat från the Wayback Machine.
3. ↑  The Commtech Group, "Achieving the desired indoor climate", Studentlitteratur, 2003, s. 32